# Masakra na stacji kolejowej w Kunming
Masakra na stacji kolejowej w Kunming – masakra, która miała miejsce 1 marca 2014 roku w Kunming w Chinach w prowincji Junnan. Wydarzenia te nastąpiły na kilka dni przed corocznym posiedzeniem Ogólnochińskiego Zgromadzenia Przedstawicieli Ludowych.

## Tło
Chiny są państwem, w których bardzo często dochodzi do ataków z użyciem noża. Zazwyczaj sprawcami okazywali się mężczyźni, którzy mieli różnego rodzaju problemy oraz poczuli się ignorowani przez społeczeństwo. Atak w Kunming okazał się najkrwawszym w ostatnich latach, a z faktu, że masakry dokonało wielu ludzi, władze obarczyły odpowiedzialnością za wydarzenia "ujgurskich separatystów". W regionie autonomicznym Sinciang cały czas toczył się konflikt, w którym separatyści dążyli do utworzenia Wschodniego Turkiestanu w miejsce tejże prowincji. Ujgurów ponadto oskarżano o inny incydent terrorystyczny - atak na plac Tian’anmen z użyciem samochodu-pułapki w październiku 2013 r.

## Przebieg
Atak wydarzył się około godziny 21:00 czasu lokalnego i dokonała go 8-osobowa (6 mężczyzn i 2 kobiety) grupa uzbrojona w noże, należąca do separatystycznego ugrupowania z regionu Sinciang. Zaatakowani zostali pasażerowie na stacji kolejowej w Kunming. Świadkowie mówili, że sprawcy ranili każdą przypadkowo wybraną osobę w zasięgu ich wzroku, głównie na placu stacji oraz przy kasach biletowych. W ataku zginęły 33 osoby, a 143 osoby zostały ranne. Zapłakani ludzie starali się uciekać zamachowcom. Czterech napastników zostało zastrzelonych przez policję, zaś kobieta należąca do grupy przestępczej została ranna (a także zatrzymana). 2 dni po zajściu policja zdołała złapać pozostałych 3 sprawców. Według relacji świadków mężczyźni byli w większości ubrani w czarne mundury. Poszkodowanymi zajęły się okoliczne szpitale w całym mieście.

## Reakcje
Władze zadecydowały po masakrze, że zostaną zaostrzone środki bezpieczeństwa na ulicach Pekinu. Wyrazy współczucia ofiarom przekazali przewodniczący ChRL Xi Jinping i premier Li Keqiang. Xi dodatkowo obiecał, że organy bezpieczeństwa rozprawią się z zagrożeniem związanym z terroryzmem w państwie.